# Burgstall Dürnstein
Der Burgstall Dürnstein ist eine abgegangene mittelalterliche Höhenburg auf 468 m ü. NHN in Hausmehring, einem Gemeindeteil der Gemeinde Eiselfing im Landkreis Rosenheim von Bayern. Er ist Teil des Bodendenkmals unter der Aktennummer D-1-7939-0156 mit der Beschreibung „Dorfwüstung und Burgstall des Mittelalters und der frühen Neuzeit („Dürnstein“) sowie abgegangene Kirche des Mittelalters und der frühen Neuzeit mit Eremitenklause und zugehörigem Friedhof („St. Laurentius“)“ geführt.

## Beschreibung
Die Anlage liegt auf einem Bergrand etwa 40 m höher als der im Osten vorbeifließende Inn und 400 m nordwestlich des Weilers Hausmehring. Heute ist davon nichts mehr zu sehen, der westliche Teil des Burgstalls ist bewaldet, der östliche ist heute eine Wiese.